# Björneborgarnas marsch (målning)
Björneborgarnas marsch är en akvarellmålning av finländska konstnären Albert Edelfelt färdigställd 1892.
Målningen föreställer de marscherande trumslagarpojkarna från Björneborgs brigad, historiskt känd som Björneborgs läns infanteriregemente. De finska soldaterna marscherar i ett vintrigt landskap under det finska kriget som utkämpades mellan kungariket Sverige och Kejsardömet Ryssland åren 1808 till 1809. Som ett resultat av kriget skiljdes Finland från det svenska riket och annekterades av Ryssland som ett autonomt storfurstendöme.
Edelfelt hade fått idén till målningen efter att ha besökt en konsert i Helsingfors. Han hade fått sin inspiration från två liknande verk som han omnämner i sina brev från denna tid: dels Pascal Dagnan-Bouverets Les conscrits som visar en grupp inkallade ynglingar som går arm i arm med trumslagare och fanbärare, dels Vilhelm Rosenstands målning med motiv av studenternas uppmarsch till Köpenhamns försvar 1658.
Målningen har koppling till dikten med samma namn som ingår i den andra delen av J. L. Runebergs Fänrik Ståls sägner, som inspirerades av musikstycket Björneborgarnas marsch. Jean Sibelius komponerade en version av Björneborgarnas marsch för avtäckningen av målningen 1892, men denna version finns inte bevarad.
Målningen finns i två versioner, den ursprungliga från 1892 ägs av Gösta Serlachius konststiftelse och finns på museet Gösta i Mänttä, den andra är utställd på Ateneum i Helsingfors.